# United Breweries
United Breweries Limited is een Indiase bierbrouwer met het hoofdkantoor in Bangalore. De kernactiviteit is bier met de bekendste merknaam Kingfisher. Het is de grootste brouwer in India met een marktaandeel van meer dan 50% en is sinds 2021 onderdeel van Heineken.

## Activiteiten
India heeft 18% van de wereldbevolking binnen de landsgrenzen, maar het aandeel in de mondiale bierconsumptie is slechts 1%. Gemiddeld wordt er 1,6 liter bier per hoofd per jaar gedronken en dit is weinig vergeleken met het wereldwijde gemiddelde van 24,4 liter in 2020.
United Breweries is de grootste brouwerij van het land en heeft een marktaandeel van iets meer dan 50%. Het heeft de beschikking over 31 brouwerijen, waarvan 21 in eigendom en met de overige 10 heeft het langdurige contracten. Kingfisher is veruit het bekendste en meest verkochte biermerk en verder wordt onder andere Heineken, Amstel, Ultra en Storm aangeboden.
Het haalde in 2020-21 een omzet van iets meer dan 100 miljard roepie, dit is ongeveer 1,2 miljard euro. Ongeveer de helft van de omzet bestaat uit accijns dat afgedragen wordt aan de staat. Van de omzet exclusief accijnzen, maken de kosten voor grond- en hulpstoffen ongeveer 40% uit waarbij verpakkingen veruit de grootste kostenpost is.
Het bedrijf heeft een gebroken boekjaar dat loopt tot 31 maart. De aandelen staan genoteerd aan de effectenbeurs van Bombay (BSE) en de National Stock Exchange of India Limited (NSE). Heineken heeft een meerderheidsbelang in de brouwerij. 

## Geschiedenis
Het bedrijf werd opgericht door de Schot Thomas Leishman. Hij bracht in 1915 vijf brouwerijen onder een dak. Dit waren Castle Brewery, Nilgiris Breweries, Bangalore Brewing Co., British Brewing Corp. en BBB Brewery Co. Ltd.. Vóór de onafhankelijkheid van India verkocht United Breweries bier aan de Britse militairen, dat werd vervoerd in enorme vaten of Hogsheads.
In 1948 werd Vittal Mallya de bedrijfsleider en maakte de brouwerij een onderdeel van de UB Group, een conglomeraat met diverse andere activiteiten. Er volgden meer overnames en buitenlandse afzetmarkten werden toegevoegd. Het biermerk Kingfisher werd in de jaren '60 geïntroduceerd en groeide uit tot het meest zichtbare en winstgevende merk. Kingfisher wordt in bijna 70 landen verkocht. In 1983 nam Vijay Mallya de rol van zijn vader over in het bedrijf.
In 2005 gaat het een strategische samenwerking aan met de Britse bierbrouwer Scottish & Newcastle (S&N). S&N nam ook een minderheidsbelang van 37,5% in United Breweries. Het belang had een waarde van £ 88,5 miljoen en een deel van dit bedrag werd verrekend door de inbreng van de Indiase activiteiten van S&N in United Breweries.
In 2008 namen Heineken en Carlsberg S&N over voor £ 7,8 miljard. De activiteiten van S&N werden gesplitst, Heineken betaalde 45,5% en de rest was voor rekening Carlsberg. Door deze overname kreeg Heineken het aandelenbelang in United Breweries in handen.
Na het faillissement van Kingfisher Airlines, ook onderdeel van de UB Group, werd Vijay Mallya beschuldigd van uitgebreide financiële malversaties, waaronder witwassen en fraude. In 2016 vluchtte hij naar Londen, omdat hij niet vertrouwde op een eerlijk proces. Na zijn vlucht kwam UB Group onder bewind van de Indiase rechtbanken. In juni 2021 breidde Heineken het belang uit naar 61,5%. Ongeveer een kwart van de aandelen staan ter beurze genoteerd en UB Group heeft nog een klein belang van ongeveer 12,5%.